# 科爾瓦利 (阿拉巴馬州)
科爾瓦利（英語：Coal Valley）是位於美國阿拉巴馬州沃克縣的一個非建制地區。該地的面積和人口皆未知。

## 地理
科爾瓦利的座標為33°44′24″N 87°25′05″W / 33.74000°N 87.41806°W，而該地的平均海拔高度為111米（即364英尺）。